# Georg Wingelmüller
Georg Wingelmüller (* 16. April 1810 in Wien; † 6. August 1848) war ein österreichischer Architekt. 

## Leben
Wingelmüller begann sein Studium 1826 an der Wiener Akademie, das er 1829 abschloss. 1830 war er als Bauadjunkt in Feldsberg, 1831 als Baudirektionsadjunkt in Wien und spätestens ab 1841 als fürstlich-liechtensteinischer Architekt tätig. 
Wingelmüller wohl bedeutendste Arbeit war der Umbau des Schlosses Eisgrub. In Vorbereitung darauf unternahm er im Auftrag von Fürst Alois II. von Liechtenstein eine Studienreise, auf der er unter anderem in England und Schottland spät- und neugotische Schlösser studierte. Ab 1846 führte Wingelmüller eine vollständige Neugestaltung des Schlosses in englischer Gotik durch, wobei vier neue Trakte im Norden hinzukamen. Nach seinem frühen Tod im Jahr 1848 übernahm der Ingenieur Johann Heidrich, zuvor Assistent von Wingelmüller, die Bauleitung.
Sein Sohn Alois Georg Wingelmüller (1848–1920), der von Beruf Beamter der Staatseisenbahngesellschaft war, wirkte als Koleopterologe in Wien.

## Bauten (Auswahl)
- Planung der Pfarrkirche St. Gallus in Triesen, 1841–1843[4]
- Hubertuskapelle in Feldsberg, 1844–1848[5]
- neues Badehaus und chinesisches Lusthaus in Eisgrub
- Umbau Schloss Eisgrub, 1846–1858 (vollendet von Johann Heidrich)